# Província d'Al-Bahah
La província o míntaqa d'Al-Bahah (àrab: منطقة الباحة, minṭaqat al-Bāḥa) és una de les mintaqes o províncies de l'Aràbia Saudita. Situada al sud del país, consta d'una superfície de 9,921 km². La regió és el bressol dels Ghamid i dels Zahran i la seva capital és la ciutat homònima d'Al-Bahah (etimològicament, «aigua» o «espai obert»). La població és majoritàriament musulmana sunnita.
Des del punt de vista del relleu, la província es pot dividir en dues zones, la que ocupen les muntanyes d'al-Sarat i la plana costanera. El clima, sec i temperat, es caracteritza per l'abundància de la boira que es forma quan l'aigua marina topa amb la serralada.